# 옥동석
옥동석(1957년 10월 5일~ , 경상남도 거제시)은 대한민국의 경제학자인 대학교수이다.
2015년 5월 중앙공무원교육원 원장으로 임명되었다.

## 학력
- 부산고등학교
- 서울대학교 경제학과 경제학 학사
- 서울대학교 대학원 경제학 석사
- 서울대학교 대학원 경제학 박사

## 경력
- 1989.04 : 인천대학교 조교수
- 1993.05 : 인천대학교 부교수
- 1993 ~ 1994 : 영국 요크대학교 객원연구위원
- 1994 ~ 1997 : 한화경제연구원 연구위원
- 2003.04 ~ : 인천대학교 무역학과 교수
- 기획예산위원회 정부개혁실 재정개혁단 재정3팀 팀장
- 2003 ~ 2007 : 기획예산처 민간투자사업 심의위원
- 2004 : 미국 메릴랜드대학교 객원연구위원
- 2005 ~ 2006 : 기획예산처 정부투자기관 경영평가위원
- 기획재정부 정부회계기준 위원
- 2006 ~ 2007 : 인천대학교 물류대학원장
- 2006 ~ 2008 : 인천대학교 산학협력단장
- 2008 ~ 2009 : 인천대학교 대학발전본부장
- 2008 : 대통령직인수위원회 비상임자문위원
- 2013 : 제18대 박근혜 대통령 당선인 인수위원회 국정기획조정위원회 위원
- 2013.06 ~ 2013.07 : 제11대 한국조세연구원 원장
- 2013.07 ~ 2015.05 : 제11대 한국조세재정연구원 원장
- 2013.10 : 국세청 국세행정개혁위원회 위원
- 2015.05 ~ 2016.01 : 제26대 중앙공무원교육원 원장
- 2016.01 ~ 2017.07 : 제26대 국가공무원인재개발원 원장